# دبورا آن ول
دبورا آن ول (به انگلیسی: Deborah Ann Woll) یک هنرپیشه آمریکایی است که بیشتر برای ایفای نقش شخصیت جسیکا هامبلی در مجموعه تلویزیونی شبکهٔ اچ‌بی‌او تحت عنوان خون حقیقی و همچنین کارن پیج در سریال‌های مارول کامیکس نتفلیکس شامل دردویل، مدافعان و پانیشر شناخته شده است. از دیگر فیلم‌هایی که وی در آن نقش داشته است می‌توان به روز مادر (۲۰۱۰)، گرفتن .۴۴ (۲۰۱۱)، و اتاق فرار (۲۰۱۹) اشاره کرد.

## زندگی شخصی
ول از دسامبر ۲۰۰۷ با ای. جی. اسکات وارد رابطه شد. آن دو در دسامبر ۲۰۱۸ ازدواج کردند.  اسکات به بیماری نادر کوروایدرمیا مبتلا است که در نهایت به نابینایی منجر می‌شود. ول از جایگاه خود برای آگاهی‌بخشی دربارهٔ این بیماری استفاده کرده‌است.  او گفته است که نگرش اسکات به ناتوانی خود، الهام‌بخش شجاعت او در مبارزه با بیماری سلیاک بوده‌است؛ هرچند که این بیماری به اندازهٔ نابینایی تأثیرگذار نیست.